# Státní zastupitelství

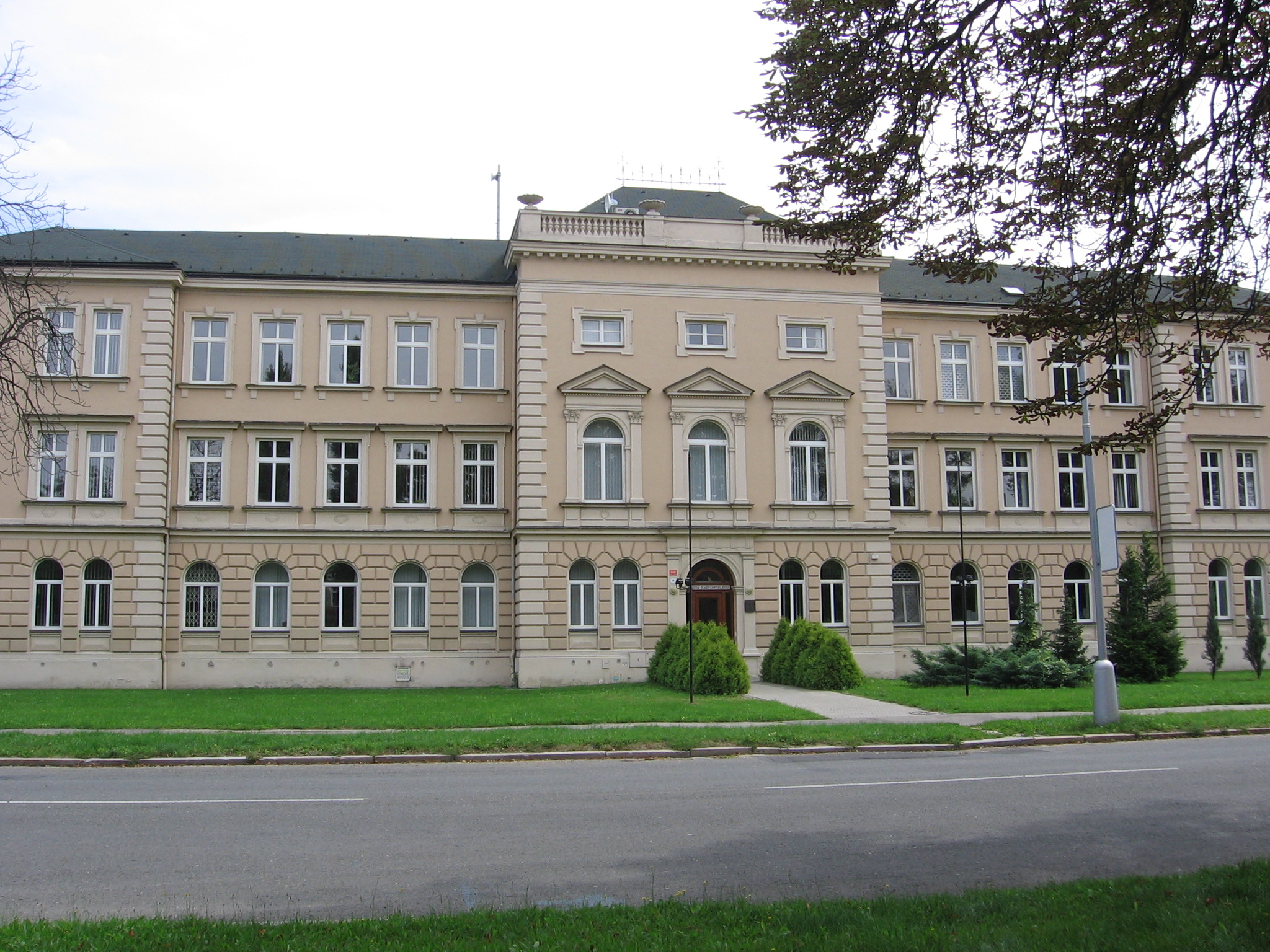
Budova Vrchního státního zastupitelství v Olomouci

Státní zastupitelství je soustava státních úřadů, které jsou určeny k zastupování státu při ochraně veřejného zájmu ve věcech svěřených zákonem do působnosti státního zastupitelství. Státní zastupitelství koná prostřednictvím státních zástupců.
Těžiště působnosti státního zastupitelství spočívá v plnění role orgánu veřejné žaloby v trestním řízení a dalších úkonů vyplývajících z trestního řádu (zejména výkon dozoru nad zachováváním zákonnosti v přípravném řízení trestním, účast v hlavním líčení a veřejném zasedání konaných soudem), státní zastupitelství dále působí v jiných řízeních (v občanskoprávním řízení a správním soudnictví), vykonává dozor nad dodržováním právních předpisů v místech, kde se vykonává vazba, trest odnětí svobody, ochranné léčení a ochranná nebo ústavní výchova. Státní zastupitelství vykonává i další úkony, stanoví-li tak zvláštní zákon. Ačkoliv státní zastupitelství je orgánem veřejné žaloby, není přesné státní zástupce označovat jako žalobce, jak je často činěno zejména ve sdělovacích prostředcích, protože působnost státního zastupitelství je širší (a to jak v trestním řízení, tak i mimo ně) a právní pojem „žalobce“ označuje navrhovatele, který v civilním řízení podal žalobu. Státní zástupce v trestním řízení však podává obžalobu.
Někdy bývá považováno za součást justice (soudní moci), tedy v podobném postavení jako soudy, podle české Ústavy i podle judikatury Ústavního soudu je však součástí moci výkonné. Postavení, působnost, vnitřní vztahy, organizaci a správu státního zastupitelství upravuje zákon č. 283/1993 Sb., o státním zastupitelství. Zákon nabyl účinnosti 1. ledna 1994, kdy soustava státního zastupitelství nahradila dosavadní prokuraturu České republiky. Mezi roky 1953 až 1993 existovala československá prokuratura.

## Podstata a význam státního zastupitelství obecně
Státní zastupitelství je významným činitelem výkonu spravedlnosti. Státní zastupitelství realizuje právo státu na stíhání osob, které se měly dopustit trestných činů. Tento zájem se v demokratické trestní justici chápe šířeji nežli jako pouhý „státní zájem“. Vychází se z pojetí „veřejného zájmu“, který je v tom, že veřejný žalobce stíhá osoby důvodně podezřelé ze spáchání trestného činu, ale i v tom, že veřejný žalobce má uloženy povinnosti k oběti trestného činu, mladistvým pachatelům, obhajobě ap. Tyto povinnosti se týkají ochrany základních práv a svobod, do nichž je zasahováno v trestním řízení, a to nejen obviněného, ale i dalších osob zúčastněných na trestním procesu. V konkrétní podobě se podle různých právních úprav jedná např. o nepřípustnost zatajení důkazů ve prospěch obviněného, povinnost nepodat obžalobu za určitých skutkových předpokladů (např. podezření ve vztahu k obviněnému bylo vyvráceno), povinnost zamezit porušování práv a svobod ze strany policie v rámci stadia před podáním obžaloby.
Státní zastupitelství zajišťuje veřejný zájem i v netrestní oblasti své působnosti.

### Působnost státního zastupitelství vjustici
Účast státních zástupců a soudců na výkonu trestní spravedlnosti je rozdílná. Soudci v trestním řízení rozhodují o vině a trestu, státní zástupci podávají k soudu obžalobu a zastupují ji v řízení před soudem. Pro plnění obžalovací funkce si zajišťují potřebné podklady v rámci předsoudního stadia trestního řízení. V předsoudním stadiu procesu uplatňují státní zástupci zájem státu na boji s trestnou činností, do určité míry vyjadřují zájem výkonné moci na provádění trestní politiky. Rozdílné povaze činnosti v trestním řízení odpovídá jiné uspořádání státního zastupitelství oproti soustavě soudů (vyšší míra centralizace, závaznost pokynu nadřízeného pro podřízené). Společným rysem je to, že soudci i státní zástupci se účastní na výkonu trestní spravedlnosti.

## Soustava státních zastupitelství

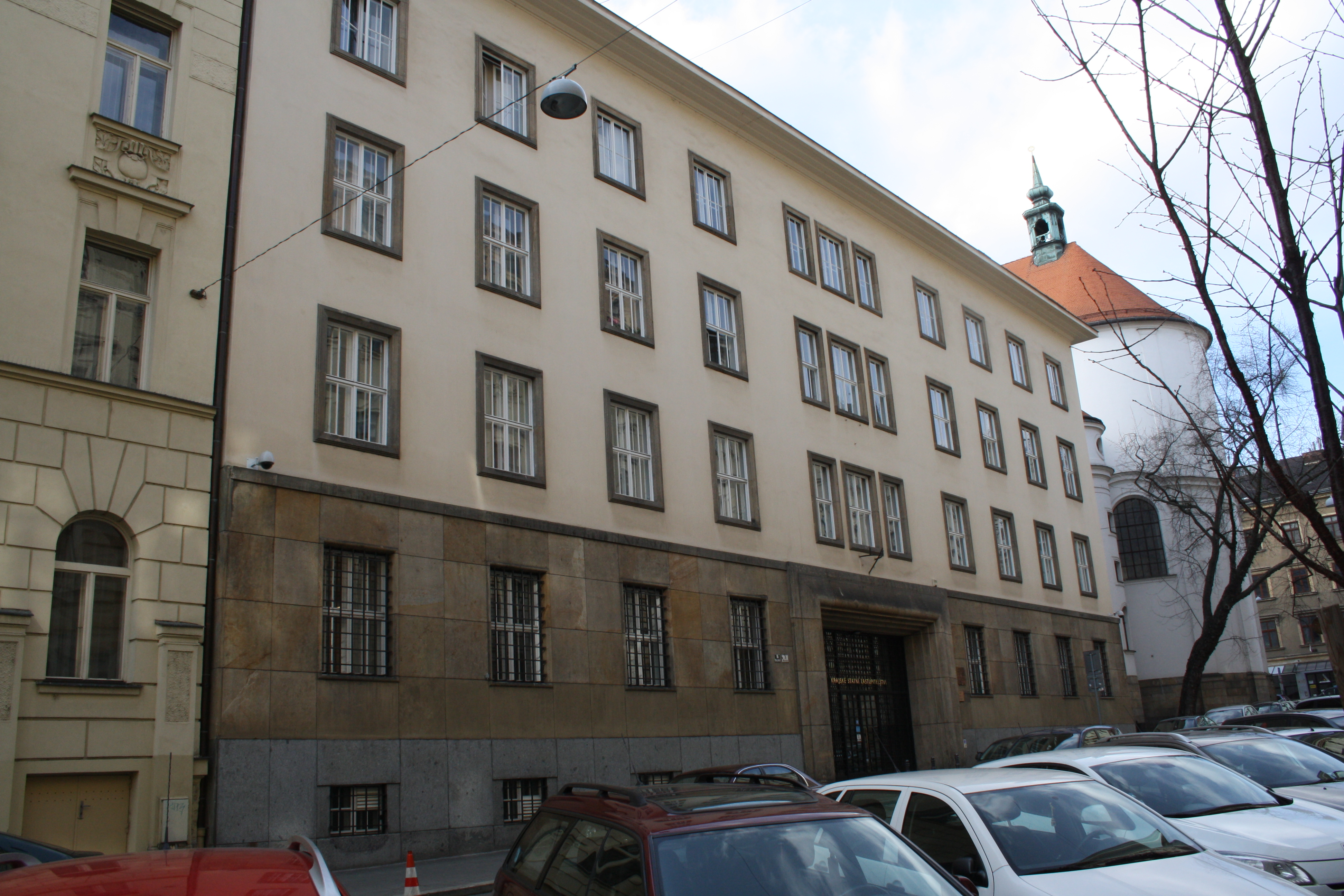
Budova Krajského státního zastupitelství v Brně

Sídla státních zastupitelství a obvody jejich územní působnosti se shodují se sídly a obvody českých soudů, přičemž každé státní zastupitelství je zásadně příslušné k zastupování státu u soudu, u něhož toto státní zastupitelství působí. Soustavu státního zastupitelství proto tvoří:
- Nejvyšší státní zastupitelství (NSZ) se sídlem v Brně
- dvě vrchní státní zastupitelství (VSZ) v Praze a v Olomouci (s pobočkami v Brně a Ostravě)
- osm krajských státních zastupitelství: dvě v Praze (městské státní zastupitelství u Městského soudu v Praze a krajské státní zastupitelství u Krajského soudu v Praze), v Českých Budějovicích, Plzni, Ústí nad Labem, Hradci Králové, Brně a Ostravě
- 86 okresních státních zastupitelství (u pražských obvodních soudů 10 obvodních státních zastupitelství a u Městského soudu v Brně městské státní zastupitelství)

Po dobu branné pohotovosti státu zákon o státním zastupitelství navíc předpokládá fungování vyšších a nižších polních státních zastupitelství.
V roce 2011 bylo plánováno vrchní státní zastupitelství zrušit a nahradit je specializovanou skupinou 20–40 státních zástupců zaměřených především na boj s korupcí. V říjnu 2012 vláda schválila věcný záměr nového zákona o státním zastupitelství, který předpokládal zřízení Úřadu pro boj s korupcí, závažnou finanční kriminalitou a terorismem jako organizační složky Nejvyššího státního zastupitelství. Zaváděl také pouze třístupňovou soustavu a s vrchními státními zastupitelstvími již nepočítal, k tomuto však měla vláda výhrady a chtěla otázku jejich zrušení znovu zvážit. Myšlenka zrušení vrchních státních zastupitelství v původním znění také nezískala podporu jak prezidenta republiky Miloše Zemana, ministryně spravedlnosti Heleny Válkové nebo trestního kolegia Nejvyššího soudu, tak ani většiny samotných státních zástupců. V březnu 2015 nový ministr spravedlnosti Robert Pelikán předložil jiný návrh zákona, podle kterého by vzniklo samostatné Speciální státní zastupitelství se sídlem v Praze, jež by bylo na úrovni krajských státních zastupitelství a které by bylo zaměřeno na boj se závažnou hospodářskou kriminalitou. Zároveň by došlo k zániku vrchních státních zastupitelství a u odvolacích vrchních soudů by působili státní zástupci z krajských státních zastupitelství. Tento návrh již získal podporu jak v politických kruzích, tak u samotných státních zástupců. Účinnost zákona byla předpokládána k 1. lednu 2017, ale nakonec k tomu opět nedošlo.

### Pobočky
U některých státních zastupitelství byly zřízeny pobočky v jiných městech, než je sídlo státního zastupitelství. Vrchní státní zastupitelství v Olomouci má pobočky v Brně a Ostravě. Krajské státní zastupitelství v Českých Budějovicích má pobočku v Táboře, Krajské státní zastupitelství v Ústí nad Labem má pobočku v Liberci, Krajské státní zastupitelství v Ostravě má pobočku v Olomouci a Krajské státní zastupitelství v Brně má pobočky dvě, ve Zlíně a v Jihlavě. Okresní státní zastupitelství v Karviné má pak pobočku v Havířově (s působností pouze pro města Havířov a Orlová).

## Eurojust
V rámci Evropské unie působí Eurojust se sídlem v nizozemském Haagu jako orgán napomáhající právní pomoci mezi členskými státy Evropské unie. Eurojust je základem možného vzniku úřadu evropského prokurátora. Členem Eurojustu je státní zástupce Nejvyššího státního zastupitelství, který má k dispozici svého zástupce.

## Obsazení a struktura státního zastupitelství

### Státní zástupci
Státní zastupitelství svoji působnost vykonává prostřednictvím státních zástupců. Ty jmenuje ministr spravedlnosti na návrh nejvyššího státního zástupce (nejvyššího státního zástupce jmenuje vláda na návrh ministra spravedlnosti). V Česku bylo v červnu 2014 evidováno celkem 1245 státních zástupců.
V čele státního zastupitelství stojí jeden vedoucí státní zástupce, jehož pojmenování se odvíjí od stupně státního zastupitelství, např. „okresní státní zástupce“, ostatní státní zástupci přidělení k výkonu své funkce k danému státnímu zastupitelství se označují např. jako „státní zástupci okresního státního zastupitelství“ (v profesním žargonu se označují jako řadoví státní zástupci). Vedoucího státního zástupce zastupuje jeho náměstek či náměstci. Vedoucí státní zástupci i jejich náměstci nemají stanoveno žádné funkční období.
Pro státní zástupce vychází odborný měsíčník Státní zastupitelství.

### Administrativní aparát
Na úkonech státního zastupitelství se kromě státních zástupců podílí i právní čekatelé, kteří se tak připravují na to, aby se po vykonání závěrečné zkoušky mohli stát státními zástupci. Právní čekatelé provádí jednoduché úkony pod vedením státního zástupce, který je jejich školitelem. Kromě standardních administrativních sil pak u některých státních zastupitelství působí ještě asistent státního zástupce, který je odborným pomocníkem státního zástupce, nebo vyšší úředník státního zastupitelství.

## Vztahy uvnitř soustavy státního zastupitelství
Vztahy v soustavě státního zastupitelství jsou založeny na základě omezené nadřízenosti a podřízenosti. Realizace řídících a kontrolních vztahů se označuje jako dohled. Dohled bývá rozlišován na instanční (nebo vertikální), který je vykonáván mezi různými stupni státních zastupitelství, a vnitřní (nebo horizontální), který je vykonáván uvnitř jednotlivých státních zastupitelství, tedy ze strany vedoucího státního zástupce či jím pověřeného státního zástupce vůči jednotlivým státnímu zástupcům daného státního zastupitelství.

### Instanční dohled
Nejblíže vyšší státní zastupitelství je oprávněno vykonávat dohled nad postupem nejblíže nižších státních zastupitelství ve svém obvodu a dávat jim v konkrétních věcech písemné pokyny k jejich postupu. Postup nižších státních zastupitelství může rovněž sjednocovat obecnými pokyny vztahujícími se na věci určitého druhu. Podřízené státní zastupitelství je povinno se takovými pokyny řídit, pokyn může v konkrétní věci písemně odmítnout pouze tehdy, pokud by byl v rozporu se zákonem. Pokud vyšší státní zastupitelství na svém pokynu trvá, odejme věc nižšímu státnímu zastupitelství a vyřídí ji samo (tzv. atrakce). Takové pokyny však již nemůže dávat státní zastupitelství, které není v postavení nejblíže vyššího, tedy např. Nejvyšší státní zastupitelství ani vrchní státní zastupitelství nemohou vydávat závazné pokyny v neskončené věci vedené u okresního státního zastupitelství a ani si věc nemohou atrahovat a vyřídit ji samy.

### Vnitřní dohled
Obdobný princip se uplatňuje i mezi vedoucím státním zástupcem a státními zástupci působícími u daného státního zastupitelství. Vedoucí státní zástupce rovněž může vydávat závazné pokyny jak v konkrétní věci, tak i obecného rázu pro věci určitého druhu. Těmito oprávněními může pověřit i jiného státního zástupce (např. svého náměstka). Státní zástupce je povinen se takovými pokyny řídit, odmítnout (písemně) je může pouze v případě, že by pokyn byl v konkrétní věci v rozporu se zákonem. Pokud pokyn vydal pověřený státní zástupce, je vedoucí státní zástupce oprávněn pokyn zrušit, jinak věc vyřídí ten, kdo pokyn vydal. Vydal-li pokyn vedoucí státní zástupce, vyřídí věc sám. Při jednání před soudem však státní zástupce není vázán pokynem vedoucího státního zástupce či pověřeného státního zástupce v případě, že v průběhu jednání dojde ke změně důkazní situace.

### Dohled Nejvyššího státního zastupitelství
Při řízení soustavy státního zastupitelství má výsadní postavení nejvyšší státní zástupce. Ke sjednocení a usměrnění postupu státních zástupců při výkonu jejich působnosti může vydávat pokyny obecné povahy, které jsou závazné jak pro všechny státní zástupce, tak i pro další zaměstnance státního zastupitelství. Ke sjednocení výkladu zákonů a dalších právních předpisů může vydávat výkladová stanoviska, která sice formálně nejsou bezprostředně závazná a mají pouze doporučující charakter, avšak v soustavě státního zastupitelství mají velkou váhu a odchýlení se od nich by mělo být vždy pečlivě odůvodněno. Nejvyšší státní zástupce také může nařídit kontrolu skončených věcí.